# Jiřina Švorcová

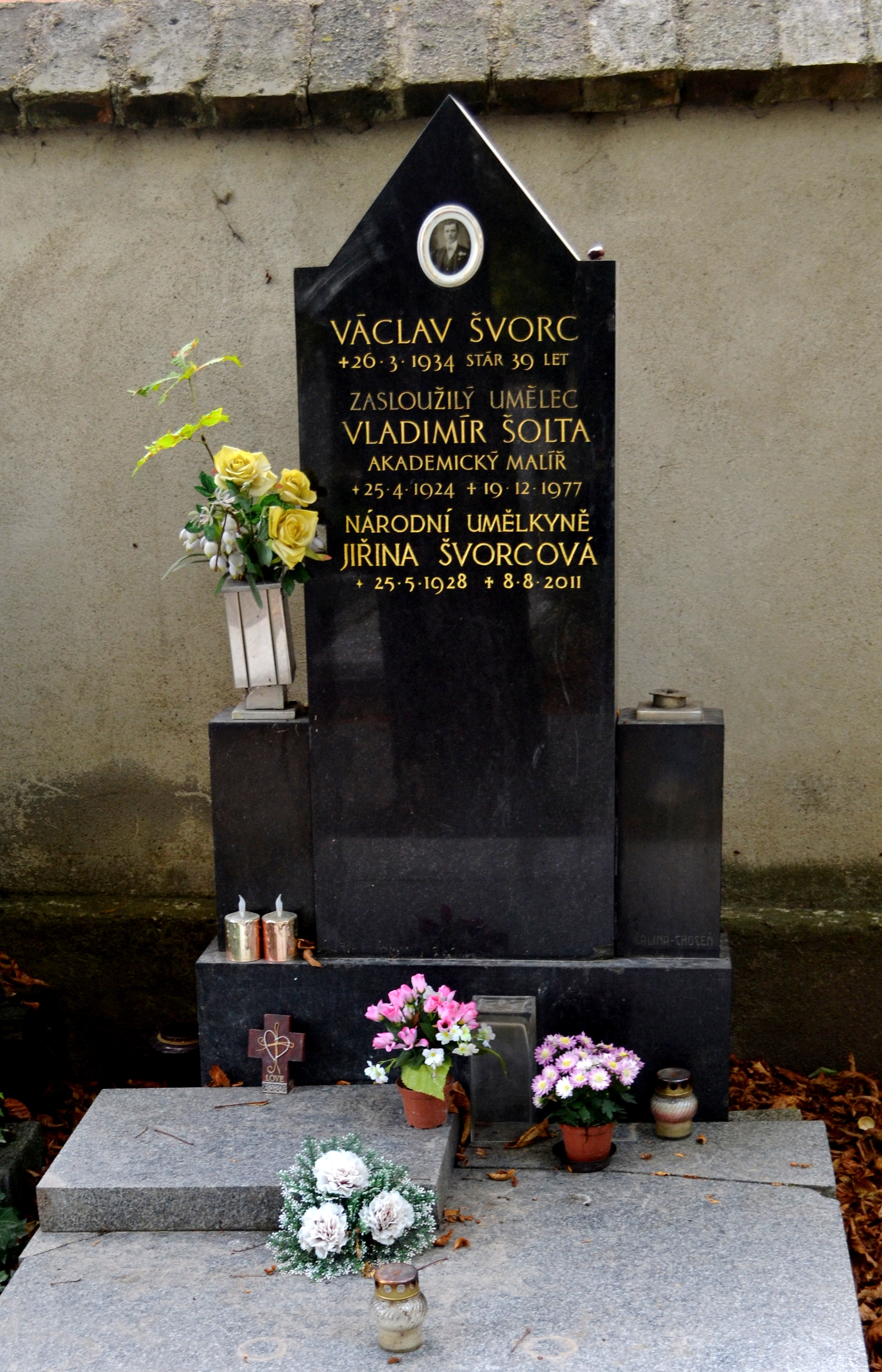
Grób rodzinny Jiřiny Švorcovej w Pradze

Jiřina Švorcová (ur. 25 maja 1928 w Hradcu Králové-Slezském Předměstí, zm. 8 sierpnia 2011 w Pradze) – czeska aktorka filmowa i teatralna.

## Życiorys
Jej kariera aktorska trwała ponad 40 lat. Przez cały ten czas grała w Teatrze na Vinohradach w Pradze. Jej najbardziej znana rola to postać głównej bohaterki w serialu Kobieta za ladą (1977) oraz role w filmach Cesta ke stestí (1951) i Horoucí srdce (1963). Grała też w wielu innych filmach i serialach telewizyjnych.
Była czechosłowacką działaczką komunistyczną. W 1976 została członkiem Komitetu Centralnego Komunistycznej Partii Czechosłowacji. Podpisała Anty-Kartę 77, która wymieniała Pavla Kohouta i Václava Havla jako zdrajców ustroju komunistycznego. Była przeciwniczką stosowania przemocy wobec protestujących podczas Praskiej Wiosny, jednak nigdy ich nie poparła. Ze względu na poglądy polityczne po 1989, po „aksamitnej rewolucji” przestała otrzymywać role w „Teatrze na Vinohradach” i jej kariera bardzo podupadła.
Zmarła w wieku 83 lat.